# Piletocera enneaspila
Piletocera enneaspila là một loài bướm đêm trong họ Crambidae.